# Pastis 51

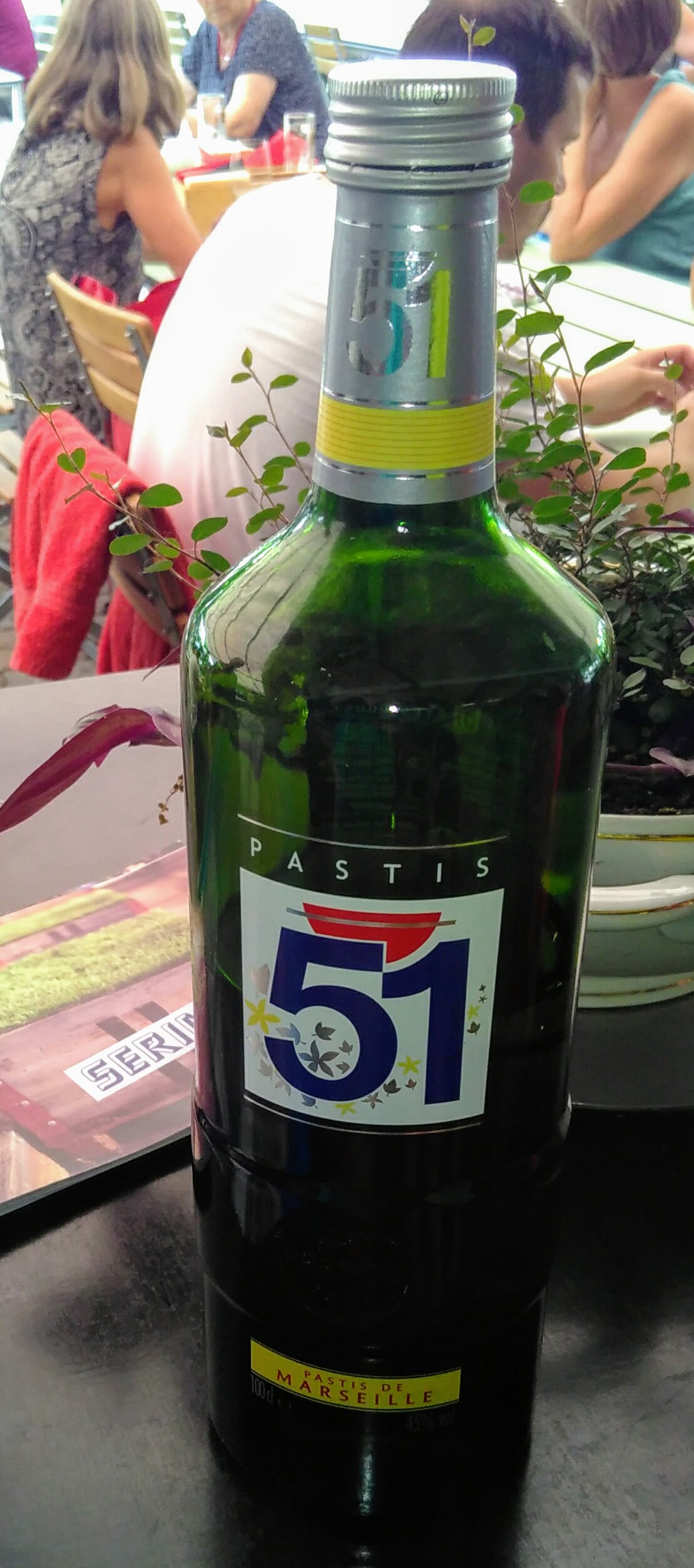
Bouteille de Pastis 51

Pastis 51 ist eine französische Pastismarke des Konzerns Pernod Ricard. Pastis 51 wird vor allem im Südosten Frankreichs konsumiert.

## Geschichte
Im März 1915 wurden Herstellung, Vertrieb und Konsum des Thujon-haltigen Kräuterlikörs Absinth sowie ähnlicher Spirituosen, beispielsweise den Anislikören, verboten. In der Provence stellten Bauern heimlich als Ersatz für den verbotenen Absinth einen „Pastiche“ (deutsch: eine Nachahmung) her. Erst 1922 wurde in Frankreich ein Gesetz erlassen, das anerkannte, dass Anisliköre im Unterschied zu Absinth bis auf den Alkohol unschädlich sind und damit wieder erlaubt waren. Pastis 51 erhielt seinen Namen von seinem ersten Herstellungsjahr, denn er wird seit 1951 von der Firma Etablissement Pernod vertrieben. 1975 schloss sich Pernod mit dem Unternehmen Ricard zum Spirituosenkonzern Pernod Ricard zusammen.

## Herstellung
Alkohol, Anis, Wasser und Zucker werden über 24 Stunden ziehen gelassen, um Anisextrakt herzustellen. Ebenso wird Lakritzextrakt aus Lakritzpulver und Alkohol hergestellt. Die Extrakte werden mit Alkohol, Wasser und Zucker vermischt, um Pastis 51 herzustellen. Produktionsort von Pastis 51 ist Marseille.
Für den deutschen Markt hat die Weinbrennerei Jacobi den Import und den Vertrieb übernommen.

## Sorten
- Pastis 51: 45 % Vol., das Original
- Pastis 51 Citron: 45 % Vol., mit Zitronengeschmack

## Trivia
- Die Blätter auf dem Etikett von Pastis 51 sind stilisierte Akanthusblätter, die für die mediterrane Herkunft des Getränks stehen sollen.
- Obwohl der Name von Pastis 51 für das Gründungsjahr 1951 steht, wird er mitunter auch als das ideale Mischungsverhältnis für Pastis 51 interpretiert: 5 Teile Wasser zu 1 Teil Pastis.
- Der Titel „Pastis de Marseille“ auf der Pastis 51 Flasche bedeutet nicht nur, dass dieser Pastis aus Marseille stammt, sondern auch, dass er einen Anethol-Gehalt von 2 g/l sowie einen Alkoholgehalt von 45 % Vol. haben muss.

## Belege
1. ↑  2022-2024 DGTL ONE Stuttgart: Pastis 51 | Jacobi Spirits. Abgerufen am 26. Februar 2024.